# Ricinus fringillae
Ricinus fringillae är en insektsart som först beskrevs av De Geer 1778.  Ricinus fringillae ingår i släktet pansarlöss, och familjen tättinglöss. Arten är reproducerande i Sverige.